# Kaykaus I
Izz al-Din Kaykaus I (àrab: عز الدين كيكاوس بن كيخسرو, ʿIzz ad-Dīn Kaykāwus ibn Kayẖusraw; persa: عز الدين كيكاوس پور كيخسرو; turc: Izzeddin Keykavus) fou sultà seljúcida de Rum del 1211 al 1221.
A la mort del seu pare Giyath al-Din Kaykhusraw I en batalla a Alaşehir el 1211 el va succeir i va enfrontar la rivalitat dels seus germans Kayferidun i Kaykubad, el primer dominant Antalya (recent adquirida) des d'on va entrar en contracte amb els xipriotes, i el segon (que tenia el suport de la noblesa) dominant Kayseri i Konya. Kaykaus dominava Malatya i va ocupar Kayseri i més tard Konya, obtenint llavors suport de Leo I d'Armènia (aliat abans de Kaykobad) i Toghrul Beg del gran sultanat seljúcida (que inicialment també afavoria a Kaykobad).
El derrotat Kaykobad va fugir a Ankara, on va demanar ajut als turcmans de Kastamonu sense resultat. Kaykaus va assegurar el tron i na vegada assentat al poder no va tenir cap més dificultat.
Va mantenir la pau amb els grecs de Nicea, i relacions discretament pacifiques amb Bahramshah d'Erzindjan i al-Mughith d'Erzerum, i amb el califa abbàssida an-Nàssir però en canvi va lluitar en els altres fronts: així al sud, després que el seu pare conquerís Antalya va intervenir contra el Regne Armeni de Cilícia en favor del príncep Bohemon IV d'Antioquia que estava aliat a adh-Dhàhir ibn Salah-ad-Din, príncep aiúbida d'Alep (1186-1216); va fer també acords comercials amb el rei de Xipre i amb Venècia. Al nord va conquerir Sinope en 1214, que estava a la zona tampó entre l'Imperi de Nicea i l'Imperi de Trebisonda i donà accés al Mar Negra.; aquesta conquesta fou possible perquè un grup de turcmans va fer presoner a Aliex I Comnè que estava en una cacera i fou alliberat a canvi de renunciar a Sinope i de pagar un tribut. L'entrega de la ciutat va tenir lloc l'1 de novembre de 1214, pocs dies abans de ser alliberat l'emperador. L'armeni Rais Hetum fou nomenat governador i entre abril i setembre de 1215 va reconstruir les muralles el cost de les quals fou pagat per diversos amirs turcmans; una inscripció que encara existeix commemora el fet; a Sinope es va organitzar una flota que tindria per objectiu Crimea.
A la mort d'adh-Dhàhir d'Alep el 1216 va intentar conquerir aquest principat pel seu aliat i germà del difunt, al-Àfdal ibn Salah-ad-Din, que als darrers anys vivia exiliat a Sumaysat (Samòsata) després d'haver estat a Salkhad, al Hauran, en perjudici del fill d'adh-Dhàhir, al-Aziz ibn adh-Dhàhir, al que afavoria al-Àdil I, el sultà i germà de Saladí; Kaykaus I fou derrotat per al-Àixraf ibn al-Àdil, governador aiúbida de la Jazira i fill d'al-Àdil I. Llavors va organitzar una coalició amb el regent de Mossul, Lulu, però va morir a finals del 1221 sense veure acomplert el seu projecte. El va succeir el seu fill Ala al-Din Kaykubad I.
En el seu regnat va començar la gran època constructora seljúcida amb nombroses mesquites, madrasses, caravanserralls i altres edificis, sent el més destacat la madrassa Şifaiye de Sivas. Va donar suport a la literatura en persa, i al sufisme, especialment a Ibn Arabí.